# Tillandsia hemkeri
Tillandsia hemkeri är en gräsväxtart som beskrevs av Werner Rauh. Tillandsia hemkeri ingår i släktet Tillandsia och familjen Bromeliaceae. Inga underarter finns listade i Catalogue of Life.